# John O'Donovan
Pour les articles homonymes, voir O'Donovan.
John O'Donovan (en irlandais : Seán Ó Donnabháin ; 25 juillet 1806 - 10 décembre 1861), d'Atateemore, dans la paroisse de Kilcolumb, comté de Kilkenny, est un érudit irlandais de langue irlandaise.

## Biographie
Il est le quatrième fils d'Edmond O'Donovan et d'Eleanor Hoberlin de Rochestown. Son début de carrière peut avoir été inspiré par son oncle Parick O'Donovan. Il travaille pour l'antiquaire James Hardiman à la recherche de documents d'État et de sources traditionnelles aux Archives nationales d'Irlande. Hardiman a assuré à O'Donovan une place au Maynooth College qu'il a refusée. Il enseigne l'irlandais à Thomas Larcom pendant une courte période en 1828 et travaille pour Myles John O'Reilly, un collectionneur de manuscrits irlandais.
Après la mort d'Edward O'Reilly en août 1830, il est recruté au département topographique du premier Ordnance Survey of Ireland sous George Petrie en octobre 1830. Hormis une brève période en 1833, il travaille régulièrement pour la Survey sur les recherches toponymiques jusqu'en 1842, découvrant et préservant de nombreux manuscrits. Après cette date, le travail d'O'Donovan avec l'Enquête s'essouffle, bien qu'il ait été appelé de temps à autre pour entreprendre des recherches quotidiennes sur les noms de lieux. Il recherche des cartes et des manuscrits dans de nombreuses bibliothèques et archives en Irlande et en Angleterre, dans le but d'établir l'origine correcte du plus grand nombre possible des 63 000 noms de lieux irlandaises. Ses lettres à Larcom sont considérées comme un enregistrement important de l'ancienne tradition de l'Irlande pour les comtés qu'il a documentés au cours de ses années de voyage dans une grande partie de l'Irlande.
En 1845, O'Donovan correspond avec le jeune érudit William Reeves, et une grande partie de leur correspondance jusqu'en 1860 subsiste.
O'Donovan devient professeur de langues celtiques à l'Université Queen's de Belfast et est admis au Barreau en 1847. Son travail sur la linguistique est reconnu en 1848 par l'Académie royale d'Irlande, qui lui décerne sa prestigieuse médaille Cunningham. Sur la recommandation de Jacob Grimm, il est élu membre correspondant de l'Académie royale de Prusse en 1856.
Jamais en très bonne santé, il meurt peu après minuit le 10 décembre 1861 à sa résidence, 36 Upper Buckingham Street, Dublin. Il est enterré le 13 décembre 1861 au cimetière de Glasnevin, où son inscription sur la pierre tombale comporte des dates de naissance et de décès légèrement erronées.
Il épouse Mary Anne Broughton, belle-sœur d'Eugene O'Curry et est père de neuf enfants (tous sauf un sont morts sans descendance). Sa femme reçoit une petite pension de l'État après sa mort.
 